# Conrad Vernon
Conrad Gary Vernon (Lubbock, Texas, 11 de julio de 1968) es un director, escritor, animador y actor de voz estadounidense, conocido por sus trabajos en las películas animadas de DreamWorks Animation como Shrek 2, Monsters vs. Aliens , Madagascar 3: Europe's Most Wanted, y  Travieso: de la mansión a la calle .

## Biografía
Vernon estudió en el Instituto de las Artes de California. En su carrera trabajó como artista de guion gráfico en varias películas; dobló varios personajes en filmes animados, incluyendo al Hombre de jengibre en Shrek y a Mason en Madagascar; además de dirigir las películas Shrek 2, Monsters vs. Aliens, Madagascar 3: Europe's Most Wanted, La fiesta de las salchichas, Los locos Addams y  Travieso: de la mansión a la calle , este último fue dedicado en honor a su perro Linus 2011-2017, demostrando su amor, cariño, fidelidad hacia su mejor amigo y animales.

## Filmografía

### Director
- Los locos Addams 2 (2021)
- Los locos Addams (2019)
- La fiesta de las salchichas (2016)
- Madagascar 3: Europe's Most Wanted (2012)
- Monsters vs. Aliens (2009)
- Shrek 2 (2004)

### Productor
- Los locos Addams 2 (2021)
- Los locos Addams (2019)
- La fiesta de las salchichas (2016)

### Escritor
- La fiesta de las salchichas (2016) (historia)
- Monsters vs Aliens (2009) (historia)
- Shrek (2001) (diálogos)

### Actor de voz
- La locos Addams 2 (2021) - Varios
- Los locos Addams (2019) - Varios
- Un jefe en pañales (2017) - Eugene Francis
- La fiesta de las salchichas (2016) - Rollo de papel
- Los Pingüinos de Madagascar (2014) - Rico
- Madagascar 3: Europe's Most Wanted (2012) - Mason
- El Gato con Botas (2011) - Raoul
- Kung Fu Panda 2 (2011) - Jabali
- Shrek Forever After (2010) - El Hombre de Jengibre
- Monsters vs Aliens (2009) - Varios
- Madagascar 2: Escape de África (2008) - Mason
- Bee Movie (2007) - Freddy
- Shrek tercero (2007) - El Hombre de Jengibre; Rumpelstiltskin; Jinete sin cabeza
- Flushed Away (2006) - Take Out
- Madagascar (2005) - Mason
- Shrek 2 (2004)  - El Hombre de Jengibre; varios
- Simbad: La leyenda de los siete mares (2003) - Jed
- Shrek (2001) - El Hombre de Jengibre